# Whitney Port
Whitney Eve Port (ur. 4 marca 1985 w Los Angeles) – amerykańska celebrytka, modelka, projektantka mody i osobowość telewizyjna. Najbardziej znana z reality show telewizji MTV: Wzgórza Hollywood oraz The City. Pracuje dla projektantki mody Diane von Fürstenberg.

## Życiorys
Urodziła się i wychowywała w Los Angeles w stanie Kalifornia. Jest córką Jeffreya i Vicki Lyn Port. Ma trzy siostry i jednego brata. Jej ojciec jest właścicielem przedsiębiorstwa „Swarm”, które zajmuje się modą.
Uczęszczała do szkoły podstawowej Warner Avenue Elementary School. Później poszła do Crossroads School w Santa Monica, gdzie uczyła się sztuki. W 2007 roku ukończyła University of Southern California na kierunku gender studies. Tam mieszkała z Christiną Schuller, jedną z uczestniczek reality show Laguna Beach i przyjaciółką Lauren Conrad.

## Życie prywatne
W 2007 roku jej rodzice, brat Ryan i jej trzy siostry Ashley, Paige i Jade również przeprowadzili się do Los Angeles. W sezonie trzecim Wzgórz Hollywood miała możliwość zamieszkać razem z Lauren Conrad i Audriną Patridge, jednak nie zgodziła się na to, argumentując, że chce „chronić swoją prywatność”. Niemniej pozwoliła telewizji MTV nagrać kolejny program z jej udziałem. W The City spotykała się z australijskim muzykiem Jay Lyonem. W finale sezonu para zakończyła swój związek. Jednakże podczas „after show” Whitney wyznała, iż ciągle kocha Jaya.

## Kariera w świecie mody
Przed pracą w Teen Vogue była stażystą w czasopiśmie Women’s Wear Daily oraz w W. W latach 2005–2007 była stażystką razem z Lauren Conrad. W ostatnim odcinku drugiego sezonu Wzgórz pokazano jak Whitney przeprowadza wywiad w Nowym Jorku dla „Fashion Contribute” przy magazynie Teen Vogue. Odcinek pokazywał rywalizację między nią i inną kobietą – Emily Weiss, która pojawiała się w poprzednich odcinkach drugiego sezonu jako stażystka z Nowego Jorku. Ostatecznie Whitney zdobyła posadę w Teen Vogue w Los Angeles.
W 2007 roku opuściła Teen Vogue dla firmy mocno zaangażowanej w świecie mody People’s Revolution, z siedzibami w Nowym Jorku, Los Angeles i Paryżu. W 24 odcinku 3 sezonu Wzgórz pokazano Lauren Conrad, która asystuje Whitney na Tygodniu Mody w Los Angeles. W 2008 roku za swój wkład w People’s Revolution została wytypowana do przeprowadzenia wywiadu z projektantką mody Diane von Fürstenberg. Ta zaoferowała Whitney pracę u siebie. Po przeprowadzeniu się do Nowego Jorku Port zaczęła brać udział w reality show The City, który pokazuje jej pracę z Diane von Fürstenberg. 13 kwietnia 2009 roku Whitney ogłosiła, iż kończy pracę z projektantką i wraca do People’s Revolution.

### Praca modelki

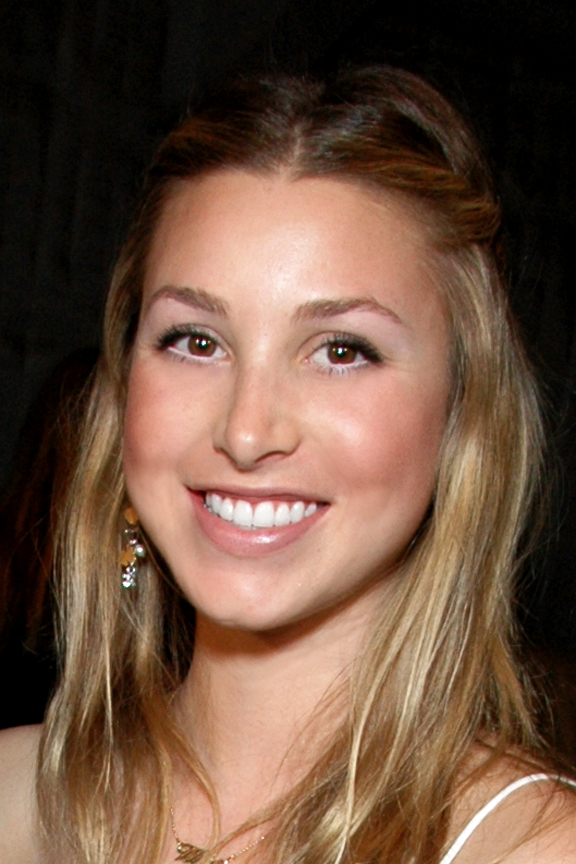
Whitney Port podczas Tygodnia Mody w Los Angeles w marcu 2008 roku

W 6 odcinku 1 sezonu Wzgórz Hollywood Whitney miała pierwsze doświadczenie z wybiegiem. Demonstrowała odzież DKNY Jeans podczas Tygodnia Mody w Los Angeles.
W 11 odcinku znów zagrała modelkę, kiedy pojawiła się w porannym programie Good Morning America z André Leon Talley, który jest dziennikarzem w magazynie Vogue. Podczas pozowania Hilary Swank na gali rozdania Oscarów w 2005 roku, Whitney przewróciła się i weszła w kadr. Szybko jednak pozbierała się po wpadce. Lisa Love, redaktorka Teen Vogue, pochwaliła ją za załatwienie incydentu z klasą i gracją. Pojawiła się na okładkach takich czasopism jak Teen Vogue, Rolling Stone, Seventeen i Cosmopolitan.

### Linia odzieżowa
W marcu 2008 roku Whitney zadebiutowała swoją linią odzieżową nazwaną Whitney Eve. Kolekcja została pokazana podczas Nowojorskiego Tygodnia Mody we wrześniu 2009 roku.

## Kariera w telewizji
Od 2006 do 2008 roku Whitney uczestniczyła w reality show Wzgórza Hollywood (The Hills). Była jedną z głównych bohaterek obok Lauren Conrad, Audriny Patridge i Heidi Montag. Zdecydowała się jednak na opuszczenie programu. Dostała swój własny program – spin-off Wzgórz Hollywood – The City, który opowiada o jej życiu i pracy z projektantką mody Diane von Fürstenberg. Program zadebiutował na antenie MTV 29 grudnia 2008 roku. Whitney pojawiła się również w serialu telewizji HBO Ekipa jako ona sama.